# Județ de Ialomița
Pour les articles homonymes, voir Ialomița.
Ialomița est un județ de Roumanie, situé au sud-est du pays, en Munténie. Son chef-lieu est Slobozia.

## Municipalités, villes et communes

### Municipalités
(population en 2011)
- Slobozia (48 241)
- Fetești (30 217)
- Urziceni (15 308)

### Villes
(population en 2011)
- Amara (7 345)
- Căzănești (3 271)
- Fierbinți-Târg (4 969)
- Țăndărei (13 219)

### Communes
- Adâncata
- Albești
- Alexeni
- Andrășești
- Armășești
- Axintele
- Balaciu
- Bărcănești
- Borănești
- Bordușani
- Bucu
- Buești
- Ciocârlia
- Ciochina
- Ciulnița
- Cocora
- Cosâmbești
- Coșereni
- Drăgoești
- Dridu
- Făcăeni
- Gârbovi
- Gheorghe Doja
- Gheorghe Lazăr
- Giurgeni
- Grindu
- Grivița
- Gura Ialomiței
- Ion Roată
- Jilavele
- Maia
- Manasia
- Mărculești
- Mihail Kogălniceanu
- Miloșești
- Moldoveni
- Movila
- Movilița
- Munteni-Buzău
- Ograda
- Perieți
- Platonești
- Rădulești
- Reviga
- Roșiori
- Sălcioara
- Sărățeni
- Săveni
- Scânteia
- Sfântu Gheorghe
- Sinești
- Stelnica
- Sudiți
- Traian
- Valea Ciorii
- Valea Măcrișului
- Vlădeni

## Historique
Le județ de Ialomița figure dès le XVIIe siècle sur les anciennes cartes de la Valachie (une des deux Principautés danubiennes) mais était initialement plus grand, car il comprenait aussi la majeure partie de l'actuel județ de Călărași. Il est une subdivision administrative de la Valachie de 1330 à 1859, de la Principauté de Roumanie de 1859 à 1881, du Royaume de Roumanie de 1881 à 1948, puis de la République socialiste de Roumanie de 1968 à 1989, puis de la Roumanie depuis 1990. Comme toute la Roumanie, le territoire du județ a subi les régimes dictatoriaux carliste, fasciste et communiste de février 1938 à décembre 1989, mais connaît à nouveau la démocratie depuis 1990. Initialement il était gouverné par un jude (à la fois préfet et juge suprême) nommé par les hospodars de Valachie, puis par un prefect choisi par le premier ministre et nommé par le roi jusqu'en 1947, puis par le secrétaire général județean (départemental) de la section locale du Parti communiste roumain, choisi par le Comité central, et enfin, depuis 1990, à nouveau par un prefect assisté d'un président du conseil județean (départemental) élu par les conseillers, eux-mêmes élus par les électeurs.

## Démographie
| 1930    | 1948    | 1956    | 1966    | 1977    | 1992    | 2002    | 2011    |
| ------- | ------- | ------- | ------- | ------- | ------- | ------- | ------- |
| 205 844 | 244 850 | 274 655 | 291 373 | 295 965 | 306 145 | 296 572 | 258 669 |

## Politique
| Parti | Parti                        | Sièges |
| ----- | ---------------------------- | ------ |
|       | Parti social-démocrate (PSD) | 14     |
|       | Parti national libéral (PNL) | 10     |
|       | Pro Romania (PRO)            | 6      |

## Tourisme
- Liste des musées du județ de Ialomița